# Валчезура (Ферара)
Валчезура је насеље у Италији у округу Ферара, региону Емилија-Ромања.
Према процени из 2011. у насељу је живело 177 становника. Насеље се налази на надморској висини од 0 м.